# Soko G-4 Super Galeb
El SOKO G-4 Super Galeb (‘Súper gaviota’ en serbio y croata) también conocido como N-62, es un avión de entrenamiento a reacción, un avión de ataque a tierra y un caza ligero yugoslavo fabricado por SOKO en su planta de Mostar (en la actualidad Bosnia-Herzegovina). Realizó su primer vuelo el 17 de julio de 1978, comenzando su producción en serie en el año 1982.
El Super Galeb se desarrolló durante la década de 1970 como sucesor y reemplazo del Soko G-2 Galeb que estaba en servicio con la Fuerza Aérea Yugoslava (Serbo-Croata: Ratno vazduhoplovstvo i protivvazdušna odbrana - RV i PVO; Croata: Ratno zrakoplovstvo i protuzračna obrana - RZ i PZO.). El 17 de julio de 1978, el primer vuelo fue realizado por un avión de desarrollo, designado G-4 PPP; durante 1983, el primer G-4 realizó su primer vuelo. La producción cuantitativa del tipo comenzó en 1984; la línea de montaje funcionó hasta la desintegración de Yugoslavia en 1991. Se construyeron un total de 85 aviones, la mayoría de los cuales entraron en servicio con la Fuerza Aérea Yugoslava, aunque se exportaron seis G-4 a Birmania.
Durante las Guerras Yugoslavas, RV i PVO G-4 llevaron a cabo misiones de ataque terrestre, un total de cuatro se registraron como perdidas por las defensas aéreas enemigas. Durante 1992, los aviones restantes fueron reubicados en Serbia y Montenegro, donde entraron en servicio con la Fuerza Aérea de la recién formada RF Yugoslavia. Se dejó un solo G-4 a la Fuerza Aérea de la República Srpska. La Fuerza Aérea de Serbia se ha convertido en el mayor operador del tipo, habiendo adquirido más Super Galebs de otras ex repúblicas yugoslavas. Tiene la intención de actualizar y operar sus G-4 hasta la década de 2030.

## Desarrollo
El G-4 Super Galeb fue desarrollado durante la década de 1970 como un reemplazo para la flota existente de la Fuerza Aérea Yugoslava del G-2 Galeb, un avión de entrenamiento de jet de alas rectas que se había desarrollado a fines de la década de 1950. Antes de 1999, el Galeb era el entrenador más utilizado por la Fuerza Aérea Yugoslava. Según el periódico de aviación Flight International, el Super Galeb mostró un linaje inconfundible del anterior G-2, compartiendo el mismo motor turborreactor Rolls-Royce Viper de origen británico, aunque mejorado para un mayor rendimiento. Sin embargo, el historiador de la aviación Christopher Chant señala que: "El Super Galeb no tiene más relación con el Galeb G-2 que una identidad de rol, siendo un avión completamente más avanzado.
Según los informes, el primero de los dos prototipos se había completado a principios de 1978. Tras la finalización de la fase inicial de pruebas en tierra, el primer vuelo de Super Galeb se realizó el 17 de julio de 1978. Fue seguido por el primer vuelo de uno de los seis aviones de preproducción. el 17 de diciembre de 1980. Estos aviones de preproducción, junto con el primer prototipo, fueron designados G-4 PPP; poseían planos de cola fijos con ascensores empotrados y no anédricos. A diferencia del Galeb G-2, tanto la superficie del ala como la cola se barren en el Super Galeb, mientras que la aviónica para permitir el vuelo incluso en condiciones climáticas adversas y por la noche se ha integrado.
A diferencia del avión de desarrollo, la producción de Super Galebs, junto con el segundo prototipo, fueron designados G-4; En términos de diseño, se diferenciaron por presentar un plano de cola anódico que se mueve todo el tiempo, además de estar equipados con mejoras integrales de aviónica. Las aeronaves de producción utilizan un sistema de reabastecimiento basado en la gravedad, mientras que las aeronaves de desarrollo anteriores habían sido provistas de un sistema de reabastecimiento a presión; esto fue un poco más lento para repostar pero fue más simple y más barato. Además de su misión de entrenamiento, el G-4 también era adecuado para realizar operaciones de ataque ligero.
Durante 1983, el G-4 realizó su primer vuelo, momento en el cual había sido ordenado en grandes cantidades para la Fuerza Aérea Yugoslava. Más allá del mercado nacional, también compitió internacionalmente contra los entrenadores de aviones como el italiano Aermacchi MB-339, el checoslovaco Aero L-39 Albatros y el español CASA C-101; Flight International observa que, si bien el G-4 ofrecía menos rendimiento que el Dassault/Dornier Alpha Jet de Franko-German, era mucho más barato conseguirlo.

## Diseño

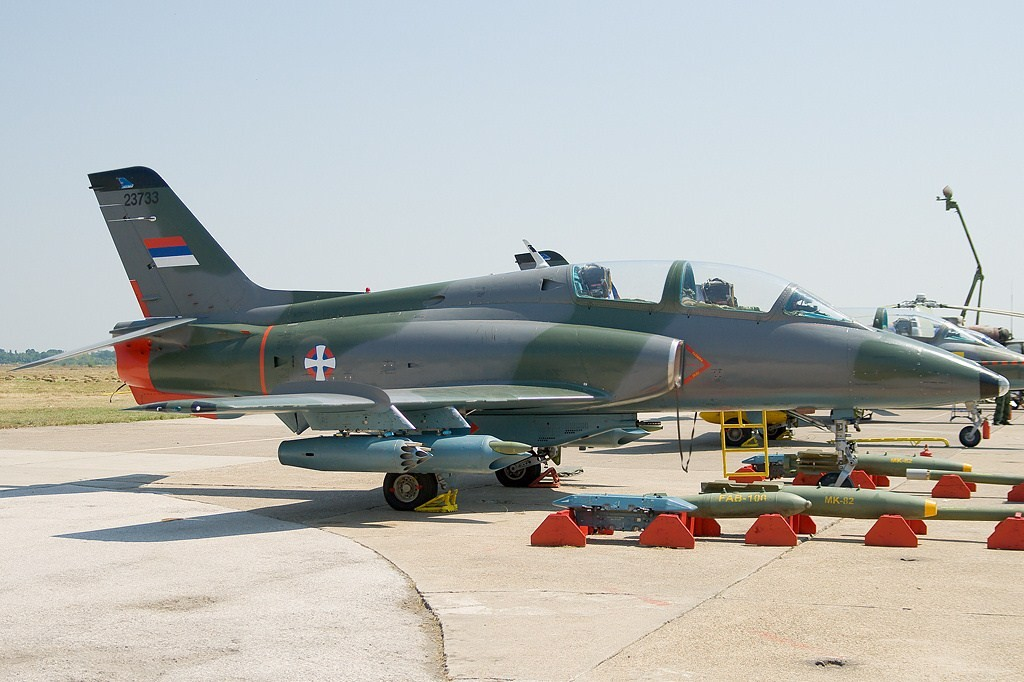
Un entrenador G-4 Super Galeb, en una exposición al aire libre

El SOKO G-4 Super Galeb es un entrenador de jet y un avión de ataque ligero. Su tamaño permite que el tipo se aplique a los programas de vuelo básicos y avanzados. Estéticamente, el Super Galeb se parece al Hawker Siddeley Hawk, un entrenador de aviones británico contemporáneo. En términos de la configuración básica del G-4, es un diseño monoplano de ala baja con alas ligeramente cónicas. El avión tiene 12.25 m de largo y 4.3 m de alto, con una envergadura de 9.88 m. Pesa 3,250 kg cuando está vacío y puede transportar 1,882 kg de combustible. El avión está equipado con un cono de punta corta, fuselaje redondeado, empenaje convencional, tomas de aire semicirculares, aleta trasera vertical, timón, alerones, estabilizadores horizontales y tanques de combustible en las puntas cuadradas.
Los dos tripulantes, típicamente estudiantes e instructores, están sentados en una configuración en tándem debajo de dosel de apertura lateral individual. Ambas posiciones cuentan con asientos de eyección de origen Martin-Baker; el asiento trasero está ligeramente elevado para brindar una mejor visibilidad panorámica y ayudar en la supervisión de un estudiante piloto sentado en la parte delantera. La tripulación cuenta con aviónica que permite volar en mal tiempo; La posición delantera está provista de un radioaltímetro y un giroscopio. Para las misiones de combate, el Super Galeb puede equiparse con una cápsula montada en la línea central que contiene un cañón Gryazev-Shipunov GSh-23L de 23 mm y dos cañones con hasta 200 rondas. Además, se instalan cuatro puntos duros debajo de las alas, el par interno tiene una capacidad de 7701b mientras que el externo tiene una capacidad de 5501b; estos pueden transportar una variedad de armamentos y equipos de Europa occidental y oriental; los pilones internos están conectados a tanques de combustible externos de 70 galones, una cápsula de reconocimiento desarrollada localmente también se estaba desarrollando en una etapa.
El G-4 funciona con un único motor turborreactor Rolls-Royce Viper de fuentes británicas. Desde su introducción, el rendimiento del avión ha mejorado considerablemente con la adopción del más potente motor Rolls-Royce Viper 632-46. Para un mayor rendimiento, debajo del fuselaje hay puntos de fijación para cohetes de despegue asistido por chorro (JATO). Para acortar las distancias de aterrizaje, se puede desplegar un paracaídas de drogue. El acceso directo al motor se logra mediante la eliminación del fuselaje trasero delante de la aleta.

## Variantes
G-4
Avión de entrenamiento avanzado y ataque ligero.
G-4š
Avión de entrenamiento, sin armamento.
G-4t
Remolcador de blancos.
G-4M
Versión de mordernización.
G-4MD
Versión de modernización.
G-5
Variante monoplaza de ataque basada en el G-4, abandonada tras la desintegración yugoslava.

## Historia operacional
A principios de la década de 1990, Yugoslavia se embarcó en un programa de actualización para su flota G-4. Según se informa, este programa giró principalmente en torno a la integración de nuevos misiles aire-aire y aire-tierra, así como una capacidad de puntería mejorada, ajustes para aumentar la confiabilidad del motor y una mejor electrónica.
El G-4 Super Galeb realizó numerosas misiones de combate durante las Guerras Yugoslavas. En total, tres G-4 fueron derribados, y todos los pilotos expulsaron de manera segura. Como resultado de las guerras yugoslavas, la nación de Yugoslavia se dividió en varias naciones más pequeñas; varios de los cuales poseían aviones del inventario de la antigua república.
Durante el bombardeo de la OTAN a Yugoslavia, siete G-4 del equipo de acrobacia aérea Leteće zvezde fueron destruidos en la Base Aérea Golubovci, contribuyendo en gran medida a la disolución del equipo durante 1999. Desde entonces, un grupo de entusiastas de la aviación serbia ha reunido un nuevo equipo de exhibición, pero lo han equipado con antiguos Galebs Soko G-2 que habían sido retirados previamente durante la década de 1980.
Desde 2008, la Fuerza Aérea de Serbia, el operador más grande del tipo, ha propuesto una actualización integral de sus restantes G-4M. Según los informes, destinado a ser designado G4-MD, el programa de actualización previsto, que gira en gran medida en torno a la nueva aviónica para mejorar la navegación, una mayor facilidad de control e integrar nuevos sistemas de combate, está destinado a extender la vida útil del tipo hasta la década de 2030. Serbia ha podido adquirir G-4 adicionales de otras antiguas repúblicas yugoslavas, a menudo mediante trueque, para ampliar su flota operativa.

## Operadores

### Usuarios en activo
Serbia
- Fuerza Aérea Serbia. Opera 30 G-4. En proceso de modernizar 15 a G-4MD[3]

 Birmania
- Fuerza Aérea de Myanmar. 6 entregados, de los cuales 4 aviones están operativos.

 Montenegro
- Fuerza Aérea Montenegro. Opera 4 G-4.

### Antiguos usuarios
Yugoslavia
- Fuerza Aérea de la República Federal Socialista Yugoslava

 República Srpska
- Fuerza Aérea de la República Srpska operó 1 G-4.

### Desarrollos relacionados
- Soko G-2 Galeb

### Aeronaves similares
- Hongdu JL-8
- Hongdu L-15 Falcon
- Sukhoi Su-25
- Yakovlev Yak-130
- AMX International AMX
- Aermacchi MB-339
- Aero L-39 Albatros
- BAE Hawk
- Dassault-Breguet/Dornier Alpha Jet
- FMA IA 63 Pampa
- IAR 99
- Kawasaki T-4
- PZL I-22 Iryda
- CASA C-101 Aviojet
- Mikoyan MiG-AT